# ロック郡 (ミネソタ州)
ロック郡 (Rock County) はアメリカ合衆国ミネソタ州に位置する郡である。2000年現在、人口は9,721人である。ここの郡庁所在地はLuverneである。ロック郡は自然湖が多いミネソタ州内で唯一のそれが無い郡であると言われる。

## 地理
アメリカ合衆国統計局によると、この郡は総面積1,251 km2 (483 mi2) である。このうち1,250 km2 (483 mi2) が陸地で1 km2 (0 mi2) が水地域である。総面積の0.05%が水地域となっている。

### 隣接する郡
- パイプストーン郡  (北)
- マレー郡  (北東)
- ノーブルズ郡  (東)
- ライアン郡 (アイオワ州)  (南)
- ミネハハ郡 (サウスダコタ州)  (西)
- ムーディ郡 (サウスダコタ州)  (北西)

## 人口動勢
2000年現在の国勢調査で、この郡は人口9,721人、3,843世帯、及び2,705家族が暮らしている。人口密度は8/km2 (20/mi2) である。3/km2 (9/mi2) の平均的な密度に4,137軒の住宅が建っている。この郡の人種的な構成は白人97.27%、アフリカン・アメリカン0.53%、先住民0.43%、アジア0.62%、太平洋諸島系0.02%、その他の人種0.53%、及び混血0.59%である。ここの人口の1.28%はヒスパニックまたはラテン系である。
この郡内の住民は26.30%が18歳未満の未成年、18歳以上24歳以下が7.20%、25歳以上44歳以下が24.10%、45歳以上64歳以下が22.00%、及び65歳以上が20.40%にわたっている。中央値年齢は40歳である。女性100人ごとに対して男性は97.60人である。18歳以上の女性100人ごとに対して男性は93.00人である。
この郡内の世帯ごとの平均的な収入は38,102米ドルであり、家族ごとの平均的な収入は44,296米ドルである。男性は28,776米ドルに対して女性は22,166米ドルの平均的な収入がある。この郡の一人当たりの収入 (per capita income) は17,411米ドルである。人口の8.00%及び家族の5.50%は貧困線以下である。全人口のうち18歳未満の8.10%及び65歳以上の8.90%は貧困線以下の生活を送っている。

## 都市及び町

### 都市
- Beaver Creek
- Hardwick
- ヒルズ
- ジャスパー †
- Kenneth
- Luverne
- Magnolia
- Steen

### 郡区
- Battle Plain Township
- Beaver Creek Township
- Clinton Township
- Denver Township
- Kanaranzi Township
- Luverne Township
- Magnolia Township
- Martin Township
- Mound Township
- Rose Dell Township
- Springwater Township
- Vienna Township

† ジャスパーはパイプストーン郡内にあるがごく一部分がロック郡に広がっている。